# Engaño (novela)
Engaño es una novela de 1990 del escritor estadounidense Philip Roth. Es la primera obra en la que Roth le da su propio nombre a un personaje ficticio, un hecho que se repetiría en Operación Shylock y La conjura contra América.

## Resumen del argumento
La novela está compuesta completamente por conversaciones entre varios amantes, incluyendo a Philip, un estadounidense casado, y a una mujer inglesa de clase media alta atrapada en un matrimonio sin amor. Las vidas de los personajes son reveladas en sus conversaciones, las cuales en muchas ocasiones parecen darse luego de que los interlocutores han hecho el amor.

## Recepción
La crítica Fay Weldon en The New York Times Book Review describió la novela como «extraordinaria, elegante, perturbadora... [y] estimulante».